# Alcolea de Cinca
Alcolea de Cinca (aragónul Alcoleya de Cinca) település Spanyolországban, Huesca tartományban. Alcolea de Cinca Albalate de Cinca, Belver de Cinca, Chalamera, Ontiñena, Villanueva de Sigena, San Miguel del Cinca és Castelflorite községekkel határos. Lakosainak száma 1109 fő (2024).

## Népesség
A település lakosságának változását az alábbi diagram mutatja:
| Lakosok száma | 1223 | 1245 | 1183 | 1186 | 1137 | 1136 | 1158 | 1155 | 1200 | 1109 |
|               | 2001 | 2004 | 2006 | 2009 | 2011 | 2014 | 2016 | 2019 | 2021 | 2024 |